# Jean-Philippe Javary
Jean-Philippe Javary (Montpellier, 10 gennaio 1978) è un ex calciatore francese, di ruolo centrocampista.

## Carriera

### Club
Javary giocò con la maglia del Montpellier, per cui totalizzò 10 presenze nella Ligue 1. Passò poi agli spagnoli dell'Espanyol, tornando successivamente in Francia, nel Valence.
Si trasferì poi in Scozia, ai Raith Rovers. Passò poi agli inglesi del Brentford. Continuò l'esperienza in Gran Bretagna con le maglie di Partick Thistle e Plymouth, nuovamente Raith Rovers e Sheffield United.
Dopo un'esperienza in prestito al Walsall, tornò in patria per giocare nell'Excelsior de Saint-Joseph. Nel 2005 fu ingaggiato dagli scozzesi dello Hamilton Academical, per poi tornare all'Excelsior e al Perpignan Canet.
Nel 2013 si trasferì al Nord.

## Palmarès

### Club

#### Competizioni regionali
- Copa Catalunya: 1

Espanyol: 1998-1999